# Iranchahr
Iranchahr (ou Iranshahr ; en persan : ايرانشهر / Irânšahr) est une ville de la province du Sistan-et-Baloutchistan, dans le sud-est de l'Iran.
L'Iran était autrefois appelé Ērān shahr, expression prononcée 'Aryānam Xshathra' dans l'Antiquité (les inscriptions de Darius le Grand) et signifiant « royaume des Arya ».